# Кисельов Віктор Іванович
Віктор Іванович Кисельов (нар. 22 червня 1907, місто Саратов, тепер Російська Федерація — 21 січня 1979, місто Саратов, тепер Російська Федерація) — радянський державний діяч, 1-й секретар Калінінського обласного комітету ВКП(б). Член ЦК КПРС у 1952—1956 роках. Депутат Верховної ради РРФСР 2-го скликання. Депутат Верховної ради СРСР 3—4-го скликань.

## Життєпис
Народився в родині селянина села Клєщовки Саратовського повіту Івана Кисельова, який працював робітником млинів міста Саратова, а після 1917 року — робітником, провідником вагонів, начальником поїзда на залізниці.
З 1915 року навчався в початковій школі. З липня 1919 по червень 1924 року — учень залізничної школи ІІ ступеня міста Саратова.
З липня 1924 року працював робітником млина № 1 міста Саратова. У вересні 1925 — вересні 1926 року — розсильний контори «Хлібопродукт» міста Саратова. У вересні 1926 — січні 1928 року — робітник-мастильник млина № 1 міста Саратова.
З січня по жовтень 1928 року — голова районного бюро юних піонерів Октябрського районного комітету ВЛКСМ міста Саратова.
Член ВКП(б) з травня 1928 року.
У жовтні 1928 — серпні 1930 року — студент механічного факультету Саратовського індустріального технікуму (не закінчив). У серпні 1930 — травні 1933 року — студент відділення холодної обробки металів різанням машинобудівного факультету Московського інституту промисловості і праці.
У травні 1933 — вересні 1934 року — завідувач техніко-нормувального бюро механічного цеху заводу імені Петровського міста Дніпропетровська.
У вересні 1934 — серпні 1937 року — завідувач техніко-нормувального бюро, начальник механічного цеху, головний інженер заводу «Універсал» міста Саратова.
У серпні 1937 — травні 1940 року — директор заводу «Універсал» міста Саратова.
У травні 1940 — березні 1941 року — завідувач організаційно-інструкторського відділу Саратовського обласного комітету ВКП(б).
У березні 1941 — серпні 1942 року — секретар Саратовського обласного комітету ВКП(б) із машинобудування.
У серпні — жовтні 1942 року — відповідальний організатор Управління кадрів ЦК ВКП(б).
У жовтні 1942 — липні 1946 року — 2-й секретар Саратовського міського комітету ВКП(б).
У липні 1946 — вересні 1950 року — 2-й секретар Саратовського обласного комітету ВКП(б).
У вересні 1950 — квітні 1951 року — інспектор ЦК ВКП(б).
1 квітня — 5 липня 1951 року — 2-й секретар Калінінського обласного комітету ВКП(б).
5 липня 1951 — 28 грудня 1955 року — 1-й секретар Калінінського обласного комітету ВКП(б) (КПРС).
У січні 1956 — травні 1958 року — завідувач відділу партійних органів Саратовського обласного комітету КПРС.
У травні 1958 — лютому 1963 року — голова Саратовської обласної ради профспілок. У лютому 1963 — грудні 1964 року — голова Саратовської сільської обласної ради профспілок. У грудні 1964 — листопаді 1967 року — голова Саратовської обласної ради профспілок.
З 1967 року — персональний пенсіонер у місті Саратові.
З грудня 1967 року — завідувач обласних курсів із перепідготовки при Саратовському обласному комітеті КПРС. З серпня 1973 року — завідувач міжобласних курсів із перепідготовки та підвищення кваліфікації при Саратовській вищій партійній школі.
Помер 21 січня 1979 року в місті Саратові.

## Нагороди
- три ордени Трудового Червоного Прапора (28.10.1944,)
- орден Червоної Зірки (15.08.1947)
- медалі